# Marathon van Hamburg 2013
De marathon van Hamburg 2013 werd gelopen op zondag 29 april 2013. Het was de 28e editie van deze marathon.
Bij de mannen zegevierde de 28-jarige Keniaan Eliud Kipchoge. Hij maakte lang deel uit van een kopgroep en plaatste bij het 33 km-punt een beslissende demarrage. Hij finishte in 2:05.30. Kipchoge verbeterde hiermee het parcoursrecord. Op de finish had hij bijna twee minuten voorsprong op de Ethiopiër Limenih Getachew, die in 2:07.35 over de finish kwam.
Bij de vrouwen won de Litouwse Diana Lobacevske in 2:29.17. Zij kwam ruim vijf minuten tekort voor het parcoursrecord.
In totaal finishten ruim 10.000 deelnemers de marathon. Er werd gelopen met een ChampionChip.

## Uitslagen

### Mannen
| rang   | naam                  | land | tijd    |
| ------ | --------------------- | ---- | ------- |
| Goud   | Eliud Kipchoge        | KEN  | 2:05.30 |
| Zilver | Limenih Getachu       | ETH  | 2:07.35 |
| Brons  | Lawrence Kimaiyo      | KEN  | 2:10.27 |
| 4      | Belay Assefa          | ETH  | 2:11.53 |
| 5      | Marius-Viorel Ionescu | ROU  | 2:13.33 |
| 6      | Sibusiso Nzima        | RSA  | 2:13.42 |
| 7      | Vincent Yator         | KEN  | 2:13.57 |
| 8      | Henry Kipsigei        | KEN  | 2:15.11 |
| 9      | Ricardo Ribas         | POR  | 2:15.43 |
| 10     | Daniel Woldu          | ERI  | 2:16.32 |
| 11     | Georgi Andrejev       | RUS  | 2:16.33 |
| 12     | Jacob Korir           | KEN  | 2:17.03 |
| 13     | Lars Budolfsen        | DEN  | 2:17.36 |
| 14     | Yekeber Bayabel       | ETH  | 2:18.38 |
| 15     | Wilson Kiprop         | KEN  | 2:19.20 |
| 16     | Russell Dessaix-Chin  | AUS  | 2:23.26 |
| 21     | Kai Reissinger        | GER  | 2:28.48 |
| 22     | Andreas Straßner      | GER  | 2:29.13 |

### Vrouwen
| rang   | naam                 | land | tijd    |
| ------ | -------------------- | ---- | ------- |
| Goud   | Diana Lobacevske     | LTU  | 2:29.17 |
| Zilver | Maja Neuenschwander  | SUI  | 2:30.50 |
| Brons  | Priscilla Lorchima   | KEN  | 2:31.23 |
| 4      | Lisa Hahner          | GER  | 2:31.49 |
| 5      | Yuliya Andreyeva     | KGZ  | 2:33.04 |
| 6      | Yekatarina Stetsenko | UKR  | 2:33.35 |
| 7      | Katharina Heinig     | GER  | 2:34.20 |
| 8      | Mona Stockhecke      | GER  | 2:36.50 |
| 9      | Almaz Alemu          | ETH  | 2:37.22 |
| 10     | Celine Hauert        | GER  | 2:39.54 |
| 11     | Kidist Fiseha        | ETH  | 2:42.59 |
| 12     | Luzia Schmid         | SUI  | 2:45.46 |
| 13     | Sari Juuti           | FIN  | 2:48.52 |
| 15     | Anne-Jorunn Hodne    | NOR  | 2:51.26 |
| 17     | Inger-Dagne Saanum   | NOR  | 2:54.46 |
| 18     | Karen Paysen         | GER  | 2:56.56 |
| 22     | Heide Merkel         | GER  | 3:04.34 |

1986 · 1987 · 1988 · 1989 · 1990 · 1991 · 1992 · 1993 · 1994 · 1995 · 1996 · 1997 · 1998 · 1999 · 2000 · 2001 · 2002 · 2003 · 2004 · 2005 · 2006 · 2007 · 2008 · 2009 · 2010 · 2011 · 2012 · 2013 · 2014 · 2015 · 2016 · 2017